# Juan Manuel Serramalera
Juan Manuel Serramalera (* 14. März 1972 in Buenos Aires) ist ein ehemaliger argentinischer Volleyballspieler und heutiger -trainer.

## Karriere
Serramalera spielte von 1988 bis 1991 in seiner Heimat beim Azul Voley Club Buenos Aires. Danach war der Außenangreifer in Italien zwei Jahre bei Gabbiano Mantova und bei Mia Cucine Verona aktiv. Von 2002 bis 2007 gewann er als Spielertrainer mit dem MTV Näfels mehrfach die Schweizer Meisterschaft und den Pokal. Serramalera trainierte in den Folgejahren verschiedene argentinische Mannschaften und war auch Co-Trainer von Raúl Lozano bei verschiedenen Nationalmannschaften (deutsche Männer, argentinische Frauen und chinesische Männer). Von 2014 bis 2017 trainierte er das Frauenteam von MKS Dąbrowa Górnicza. Von Januar 2020 bis zum Ende der folgenden Saison war Serramalera Cheftrainer beim deutschen Bundesligisten United Volleys Frankfurt, den er 2021 zum ersten Mal in der Geschichte des Vereins zum Pokalsieg führte. In der anschließenden Spielzeit gewann er mit Volley Amriswil auch zum ersten Mal als reiner Coach das Schweizer Double aus Meisterschaft und Pokalsieg.